# Дегермарк, Рудольф
Рудольф Дегермарк (швед. Rudolf Degermark; 19 июля 1886, Питео, Питео — 21 мая 1960, Вестерлед) — шведский гимнаст, чемпион летних Олимпийских игр 1908 года.
На Играх 1908 года в Лондоне Дегермарк участвовал только в командном первенстве, в котором его сборная заняла первое место.